# Dialogues (librairie)
La Librairie Dialogues est une librairie indépendante française, implantée à Brest, importante quant au chiffre d'affaires et au nombre de titres en rayon. Elle dispose d'une surface de vente de 1 650 m2.

## Historique et évolution de l'entreprise
Marie-Paul Kermarec décide d'ouvrir une librairie à Brest avec l'aide  de son frère Charles, en 1976. Un pas-de-porte rue Louis-Pasteur est acheté. C'est là où se situe aujourd'hui Dialogues Musiques.
De 1976 à 2007, le frère et la sœur travaillent ensemble. Charles Kermarec gère la stratégie de l'entreprise (la librairie, le magasin de disques, les Enfants de Dialogues, les sites internet), assume les relations avec les éditeurs et s'occupe de la communication. Marie-Paul Kermarec travaille au magasin. 
Marie-Paul est décédée en décembre 2007. Le 26 novembre 2016, l'espace devant la librairie est dénommé officiellement « Parvis Marie-Paul Kermarec, libraire, 1952-2007». 
En 1999, l'entreprise employait 60 salariés dont 17 libraires.
En octobre 2018, son fondateur Charles Kermarec a été mis en examen pour « agression sexuelle et harcèlement sexuel ». Il a été reconnu coupable et condamné à 1 an de prison avec sursis en mai 2022. Il a fait appel de cette condamnation. 
Le 27 février 2019, la librairie, exploitée par la société Loisirs et Culture , est cédée à la société Librairie Dialogues. 
Fin 2019, l'enseigne ouvre un nouvel espace de vente aux ateliers des Capucins, baptisé Les Curiosités de Dialogues.

## Autres établissements de la librairie
- Les Enfants de Dialogues : magasin jeunesse créé en décembre 2001, a été agrandi en 2013 et entend réunir sur 1050 m2 tous les supports d'éducation de nature à faire grandir et à éveiller les enfants.
- Les Curiosités de Dialogues : espace de vente situé aux ateliers des Capucins, qui propose une sélection de coups de cœur régulièrement actualisée.
- Dialogues Musiques : spécialisé dans la musique.
- Dialogues Mangas : spécialisé dans les mangas.
- Dialogues Papeterie : papeterie
- En juin 2008, une librairie Dialogues est créée sur 500 m² à Morlaix. Il ne s'agit ni d'une succursale ni d'une franchise, mais d'un parrainage. L'investissement initial est partagé à 50/50 avec Géraldine Delauney.
- leslibraires.fr : portail collaboratif de librairies sur internet, revendu à la société Kamael le 01/01/2020[8]
- Galaxidion : portail de libraires d'ancien et d'occasion.
- Les Éditions Dialogues : ont vu le jour en 2010. Elles ont notamment publié, en juin 2010, Mediator 150 mg : combien de morts ? d'Irène Frachon. Elles ont aujourd'hui à leur catalogue 60 titres, principalement de littérature et de sciences humaines.

Ravy, Quimper.

## Divers
Le bâtiment de la librairie principale à Brest a été conçu par les architectes R. Le Berre, Y. Hénaff, Ch. Olphe-Gaillard
Le livre d'Irène Frachon, Mediator 150 mg : combien de morts ? a été édité par Charles Kermarec en juin 2010, contribuant à la révélation au grand public du scandale lié au benfluorex.

### Sources
- Ruth Valentini, « Charles Kermarec. Ce vice impuni, la lecture », Le Nouvel Observateur, no 1825,‎ 28 octobre 1999 (lire en ligne)
- « Le livre dans 10 ans », Livres hebdo, no 652,‎ 30 juin 2006
- Josiane Guéguen, « La créatrice de Dialogues n'est plus », Ouest-France,‎ 27 décembre 2007 (lire en ligne)
- Clarisse Normand, « Dialogues fait écho à Morlaix », Livres hebdo, no 730,‎ 18 avril 2008, p. 56
- Amélie Dor et Xavier Houssin, Guide insolite de la librairie avec libraires : 400 librairies, Paris, Association Verbes et Livres Hebdo, 2008, 188 p. (ISBN 978-2-9531731-0-9)